# Warsztaty Szybowcowe Orlik
Warsztaty Szybowcowe Orlik (tiếng Anh: Glider Workshop Dove), còn gọi là Kocjan Orlik, là một dòng tàu lượn của Ba Lan do Antoni Kocjan thiết kế, Warsztaty Szybowcowe chế tạo.

## Biến thể
Orlik 1
Orlik 2
Orlik 3

## Tính năng kỹ chiến thuật (Orlik II)

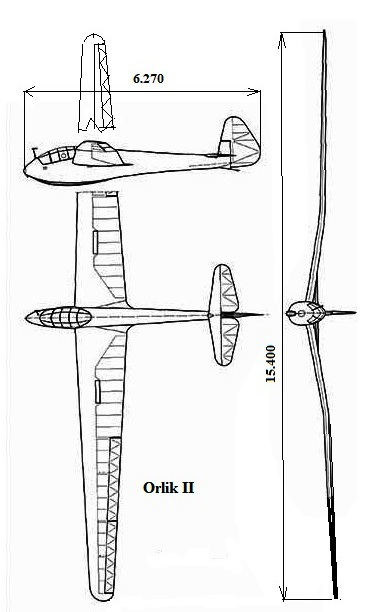
Orlik II

Dữ liệu lấy từ Sailplane Directory and Soaring
Đặc tính tổng quan
- Kíp lái: one
- Sải cánh: 15,4 m (50 ft 6 in)
- Diện tích cánh: 15,10 m2 (162,5 foot vuông)
- Tỉ số mặt cắt: 14.7:1
- Trọng lượng rỗng: 160 kg (352 lb)
- Trọng lượng có tải: 254 kg (561 lb)

Hiệu suất bay
- Hệ số bay lướt dài cực đại: 26,5:1 ở vận tốc 71 km/h (44 mph)
- Tải trên cánh: 16,8 kg/m2 (3,44 lb/foot vuông)